# U–170
Az U–170 tengeralattjárót a német haditengerészet rendelte a brémai Deutsche Schiff und Maschinenbau AG-től 1940. augusztus 15-én. A hajót 1943. január 19-én vették hadrendbe. Pályafutása során egy hajót süllyesztett el. A háború végén, Norvégiában megadta magát.

## Pályafutása
Az U–170 1943. május 27-én futott ki Kielből első járőrútjára. A norvég partok mentén Izland felé hajózott, majd egészen Portugáliáig elkalandozott, de a 44 napos út alatt nem süllyesztett el egy hajót sem. Június 3-án, közel a spanyolországi La Coruñához túlélt egy légi támadást. A kíséretében hajózó U–535 elsüllyedt, az U–536 sértetlen maradt.
Második útja Brazíliához vezetett, ahol 1943. október 23-án a tenger mélyére küldött egy helyi hajót. Az 1895-ben Németországban épített, majd az első világháborúban a Karlsruhe cirkáló segédhajójaként tevékenykedő Campos egyedül haladt, amikor a torpedó eltalálta. Az 57 fős legénység és a hat utas mentőcsónakokba szállt, ezek közül kettőt a még forgó hajócsavar szétzúzott, hét ember meghalt. A németek még egy torpedót lőttek a körbe-körbe haladó üres hajóra, amely elsüllyedt. A mentőcsónakok partot értek, tíz tengerész és két utas eltűnt.
Harmadik, 109 napos járőrútján sikertelenül cserkészett szövetséges hajók után a Karib-tengeren. Negyedik, utolsó útjára 1944. augusztus 1-jén futott ki Lorient-ból. Libéria partjainál vadászott. November 5-én egy mélységibomba-támadásban megrongálódott a búvárhajó légzőcsöve, ezért visszaindult Norvégiába. 1945. május 9-én Hortennél a legénység megadta magát. Tizennyolc nap múlva az U–170-et átvontatták Skóciába, majd november 30-án a Deadlight hadműveletben elsüllyesztették.

## Kapitányok
| Név                | Kezdőnap         | Zárónap        |
| ------------------ | ---------------- | -------------- |
| Günther Pfeffer    | 1943. január 19. | 1944. július   |
| Hans-Gerold Hauber | 1944. július     | 1945. május 9. |

## Őrjáratok
| Indulás | Indulónap           | Érkezés   | Zárónap            |
| ------- | ------------------- | --------- | ------------------ |
| Kiel    | 1943. május 27.     | Lorient   | 1943. július 9.    |
| Lorient | 1943. augusztus 29. | Lorient   | 1943. december 23. |
| Lorient | 1944. február 9.    | Lorient   | 1944. május 27.    |
| Lorient | 1944. augusztus 1.  | Flensburg | 1944. december 4.  |

## Elsüllyesztett hajó
| Dátum             | Hajó neve | Nemzetisége | Brt  |
| ----------------- | --------- | ----------- | ---- |
| 1943. október 23. | Campos    | Brazília    | 4663 |